# Kiekie tirimbina
Espèce
Kiekie tirimbina est une espèce d'araignées aranéomorphes de la famille des Ctenidae.

## Distribution
Cette espèce est endémique de la province d'Heredia au Costa Rica,. Elle se rencontre vers Sarapiquí.

## Description
Le mâle holotype mesure 19,12 mm.

## Systématique et taxinomie
Cette espèce a été décrite par Hazzi et Hormiga en 2024.

## Étymologie
Son nom d'espèce lui a été donné en référence au lieu de sa découverte, la réserve biologique Tirimbina.

## Publication originale
(mai 2024).
- Hazzi & Hormiga, 2024 : « Systematics, distribution patterns and historical biogeography of the Central America wandering spider genus Kiekie Polotow & Brescovit, 2018 (Araneae: Ctenidae). » PeerJ, vol. 12, no e17242, p. 1-55 (texte intégral).